# Telefónica
Telefónica is het bedrijf dat vroeger de telefonie in Spanje organiseerde. Deze status van monopolist heeft zij tot 1997 behouden, daarna is zij geprivatiseerd en heeft zij niet langer het alleenrecht op telefonie in Spanje. Telefónica is sterk vertegenwoordigd in Latijns-Amerika en Spanje (met het merk Movistar) en is verder actief in Duitsland en middels een joint venture in het Verenigd Koninkrijk.

## Activiteiten
Telefónica is een groot telecombedrijf. Zij levert een breed pakket van communicatiediensten aan zo’n 380 miljoen klanten. De diensten betreffen vaste telefoon, mobiele telefoon, data aansluitingen en het doorgeven van TV signalen. Verreweg de meeste klanten nemen mobiele telefoondiensten af van Telefónica.
Het bedrijf is vooral actief in Europa, met name in Spanje, Duitsland en het Verenigd Koninkrijk, en Latijns-Amerika. Dit wordt ook gereflecteerd in de diverse bedrijfsonderdelen: Telefónica Spain, de Britse joint venture VMO2, Telefónica Germany, Telefónica Brazil en Telefónica Hispanoamérica. In dit laatste onderdeel zijn alle Latijns-Amerikaanse activiteiten opgenomen met uitzondering van Brazilië. In Spanje wordt iets minder dan een derde van de omzet gerealiseerd. Het aandeel van zowel Duitsland, Brazilië en overig Latijns-Amerika is ongeveer 20%. Het bedrijf telde in 2022 zo'n 103.000 medewerkers.
De aandelen staan genoteerd aan de Bolsa de Madrid en zijn opgenomen in de IBEX-35 aandelenindex. Het bedrijf heeft ook een beursnotering aan de New York Stock Exchange. De grootste aandeelhouder is Saudi Telecom dat in september 2023 een belang heeft genomen van 9,9%. Saudi Telecom heeft niet de intentie het belang verder te vergroten.
Historisch was het hoofdkantoor gevestigd in het centrum van Madrid, verspreid over meerdere gebouwen. In 2008 werden de centrale diensten samengebracht in een nieuw gebouwd kantorencomplex Distrito Telefónica, ten noorden van het stadscentrum.

## Geschiedenis
In 2000 kocht Telefónica Endemol voor 12 miljard gulden (circa € 5,5 miljard). Het bedrijf betaalde met eigen aandelen en wilde met Endemol andere multimediaterreinen ontwikkelen. Dit is nooit echt goed aangeslagen. In 2005 bracht Telefónica een kwart van de aandelen Endemol weer naar de beurs van Amsterdam en sinds maart 2007 stond Endemol te koop. Het bedrijf is op 14 mei 2007 weer teruggekocht door oud-eigenaar John de Mol samen met Silvio Berlusconi. Ze boden € 2,6 miljard voor het 75% belang in handen van Telefónica. Op de overige 25% van de aandelen, die op de beurs genoteerd staan, werd een afzonderlijk bod gedaan met een totale waarde van € 800 miljoen.
In oktober 2005 nam Telefónica de Britse operator O2 over voor £18 miljard. In januari 2015 werd bekend dat het Chinese conglomeraat Hutchison Whampoa O2 wil overnemen voor £ 10 miljard (circa € 13 miljard) van Telefónica. Met de opbrengst wil Telefónica schulden aflossen. Hutchison heeft al Three in handen en met O2 wordt het marktleider in mobiele telefonie in het Verenigd Koninkrijk en kan er fors in de kosten worden gesneden. In mei 2016 werd de overeenkomst geblokkeerd door de Europese Commissie. Door het samengaan zouden er maar drie grote partijen overblijven in de markt, Three, BT Group en Vodafone, en de commissie vreesde voor minder concurrentie en hogere prijzen voor de consument.
Op 23 juli 2013 werd bekendgemaakt dat de Duitse tak Telefonica Deutschland de Duitse mobiele operator E-Plus koopt van KPN. In september 2014 werd de transactie afgerond. KPN kreeg € 5 miljard in contanten en een belang van 20,5% in Telefónica Deutschland. KPN heeft zijn belang Telefónica Deutschland stapsgewijs verkocht en in juni 2019 werden de laatste aandelen afgestoten.
Op 7 mei 2020 maakten Telefónica en Liberty Global bekend de activiteiten in het Verenigd Koninkrijk te bundelen. De bedrijfsonderdelen O2
Holdings (mobiele telefonie) en Virgin Media UK (kabel en telefonie) worden ingebracht in een joint venture waarin beide partijen een aandelenbelang krijgen van elk 50%. Op 1 januari 2021 waren alle toezichthouders akkoord en is de combinatie van start gegaan onder de naam VMED O2 UK Limited (VMO2). De inbreng van Telefónica was groter en Liberty Global deed een betaling aan Telefónica om gelijke partners in de joint venture te worden. VMO2 heeft een jaaromzet van zo'n US$ 38 miljard.